# Altran
Altran (nombre en desuso), actualmente Capgemini Engineering, es una empresa de consultoría europea fundada en Francia en 1982. En 1987 comenzó a cotizar en la bolsa de París. Altran, líder europeo en alta tecnología e innovación, opera principalmente como consultoría de tecnología puntera e innovación, lo que supone casi la mitad de su volumen de negocio. Un tercio de sus negocios se corresponden a consultoría de administración de la información, y el resto del negocio se ocupa de consultoría de gestión y estrategia. En 2016, el volumen de negocio del grupo ascendió a 2.120 millones de euros, con más de 30.000 empleados en 20 países, 3.200 en España. 

## Organización
Capgemini Engineering (antes Altran) es parte integral de Capgemini, líder global en servicios de consultoría, transformación digital, tecnología e ingeniería.
El 29 de diciembre de 2006 todas las filiales con sede en Isla de Francia se fusionaron bajo el nombre de Altran Technologies SA, consultora tecnológica, la cual se organizó en cuatro líneas de negocio (también como marcas comerciales):
- Altran TEM : Telecomunicaciones, Electrónica y Multimedia.
- Altran AIT : Automóviles, Infraestructuras y Transportes.
- Altran EILiS : Energía, Industria y Ciencias de la Vida.
- Altran ASD : Aeronáutica, Espacio y Defensa.

En mayo de 2017 se reestructuraron bajo las siguientes prácticas
- ALTRAN CONSULTING
- ALTRAN DIGITAL
- ALTRAN ENGINEERING
- ALTRAN WORLD CLASS CENTERS
- ALTRAN INDUSTRIALIZED GLOBALSHORE®
- CAMBRIDGE CONSULTANTS

## Altran y el medio ambiente
Altran está adquiriendo un papel cada vez más destacado en cuestiones medioambientales. Responsable de la creación del Edificio 30 St. Mary Axe en Londres, Altran ha comenzado a desarrollarse en el ámbito del ecodiseño. En la Conferencia de Ecoedificios en 2006, Altran presentó varios conceptos ecológicos que fueron votados por el público para su desarrollo y exhibición en la Conferencia de Innovación de Altran (4 de febrero de 2007). Estos diseños incluían ventanas que purificaban el aire, tanto dentro como fuera del edificio, luces con sensores de movimiento que se apagan solas cuando la habitación queda sin nadie, un sistema de tratamiento de residuos comunal y una plaza adornada con flores y flora diversa. Estos edificios estarían alimentados con energía solar y aprovecharían también los gases producidos en la unidad de tratamiento de residuos, evitando el escape del metano a la atmósfera.
El concepto de la plaza ganó, y fue presentado en la mencionada Conferencia de Innovación Altran. Esta conferencia fue un paso adelante más en el interés de Altran por desarrollar tecnologías ecológicas, tomándose contacto con expertos de la industria y funcionarios de las instituciones europeas y los gobiernos. Altran propuso soluciones a algunos de los problemas a los que se enfrenta el mundo actual, tales como la seguridad del suministro y abastecimiento de fuentes de energía. También presentó algunas de sus innovaciones en el campo de la energía y el transporte, incluyendo la presentación del proyecto europeo Solar Impulse, en el que colabora para la creación de un avión solar, o sus avances en el diseño de celdas de hidrógeno para automóviles. Otras ideas en las que está involucrada son la centralización de las redes ferroviarias de Europa; satélites; el desarrollo de una nueva tecnología que facilite el transporte de automóviles por Europa; una herramienta capaz de regular de forma autónoma la insulina para los diabéticos; o un radar manual capaz de detectar la presencia de personas al otro lado de paredes relativamente gruesas, con lo que se facilitarían las operaciones de personal de seguridad minimizando riesgos.

## Enlaces externos

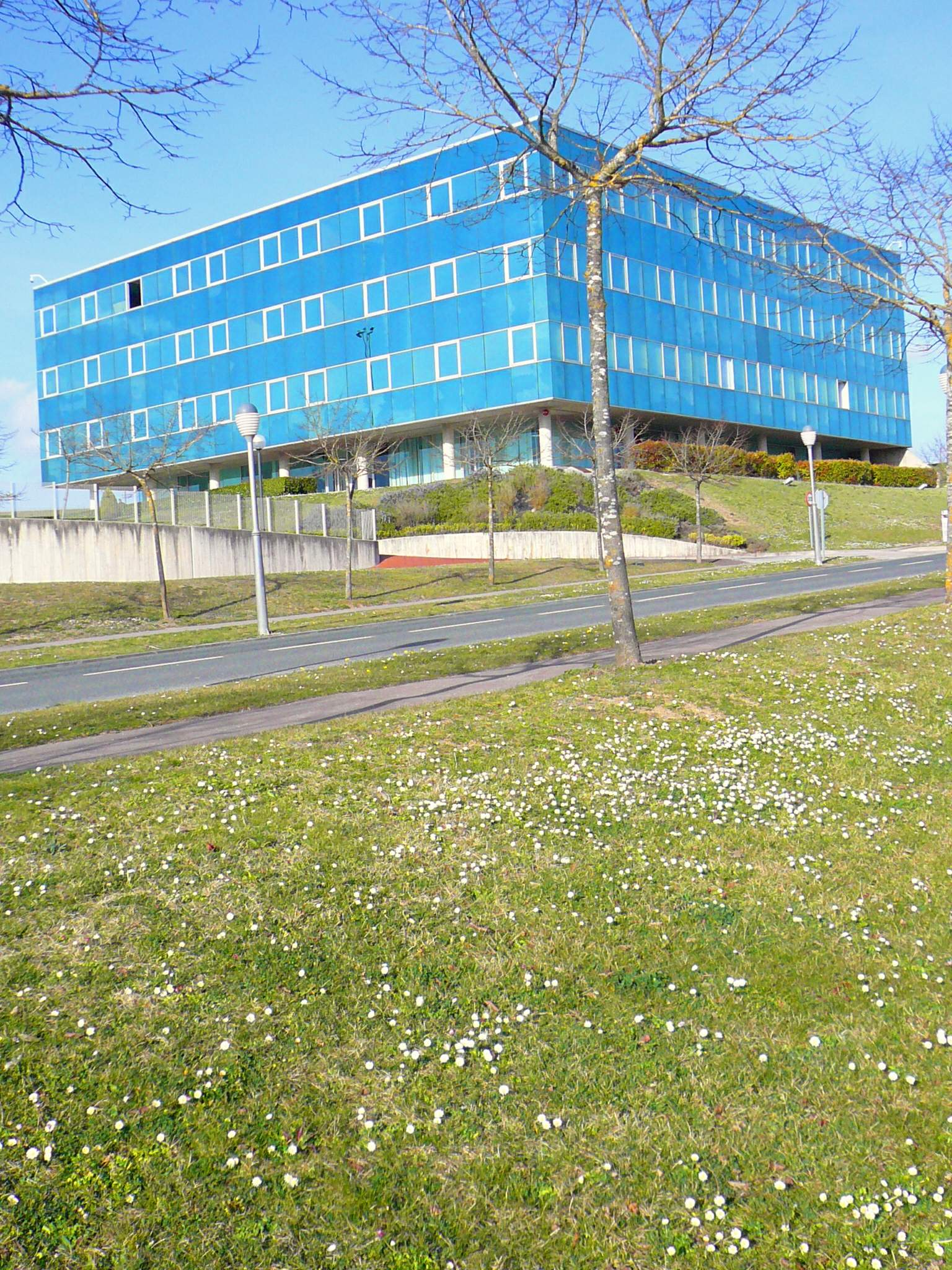
Oficinas de Altran Tecnología e Innovación, S.L. en el Parque Tecnológico de Álava (Vitoria, España)